# Догмен (фільм, 2023)
«Доґмен» (англ. Dogman) — фільм Люка Бессона. Головну роль у картині зіграв Калеб Лендрі Джонс.

## Сюжет
Головний герой фільму — дитина з важкою долею, яка з певного моменту починає шукати втіху у спілкуванні з собаками.

## У ролях
- Калеб Лендрі Джонс — Дуглас
- Маріса Беренсон — Аристократ
- Крістофер Денхам — Аккерман
- Клеменс Шик — Майк Манроу

## Виробництво
Проект було анонсовано на початку 2022 року. Бессон написав сценарій, а також виступив у ролі режисера і продюсера. Виробництво проходило на території ЄС та США, зйомки фільму проходили в червні 2022 року в Ньюарку, Нью-Джерсі. Зйомки також проходили у Франції, зокрема на колишньому складі в Тігері (Ессон), перетвореному на кіностудію. Головну роль картині отримав Калеб Лендрі Джонс. «Догмен» став першою стрічкою Бессона після трирічної перерви.

## Зовнішні посилання
- Догмен на сайті IMDb (англ.)